# August Seyffer
Friedrich August Seyffer (* 9. August 1774 in Lauffen am Neckar; † 15. August 1845 in Stuttgart) war ein deutscher Kupferstecher, Zeichner und Maler.

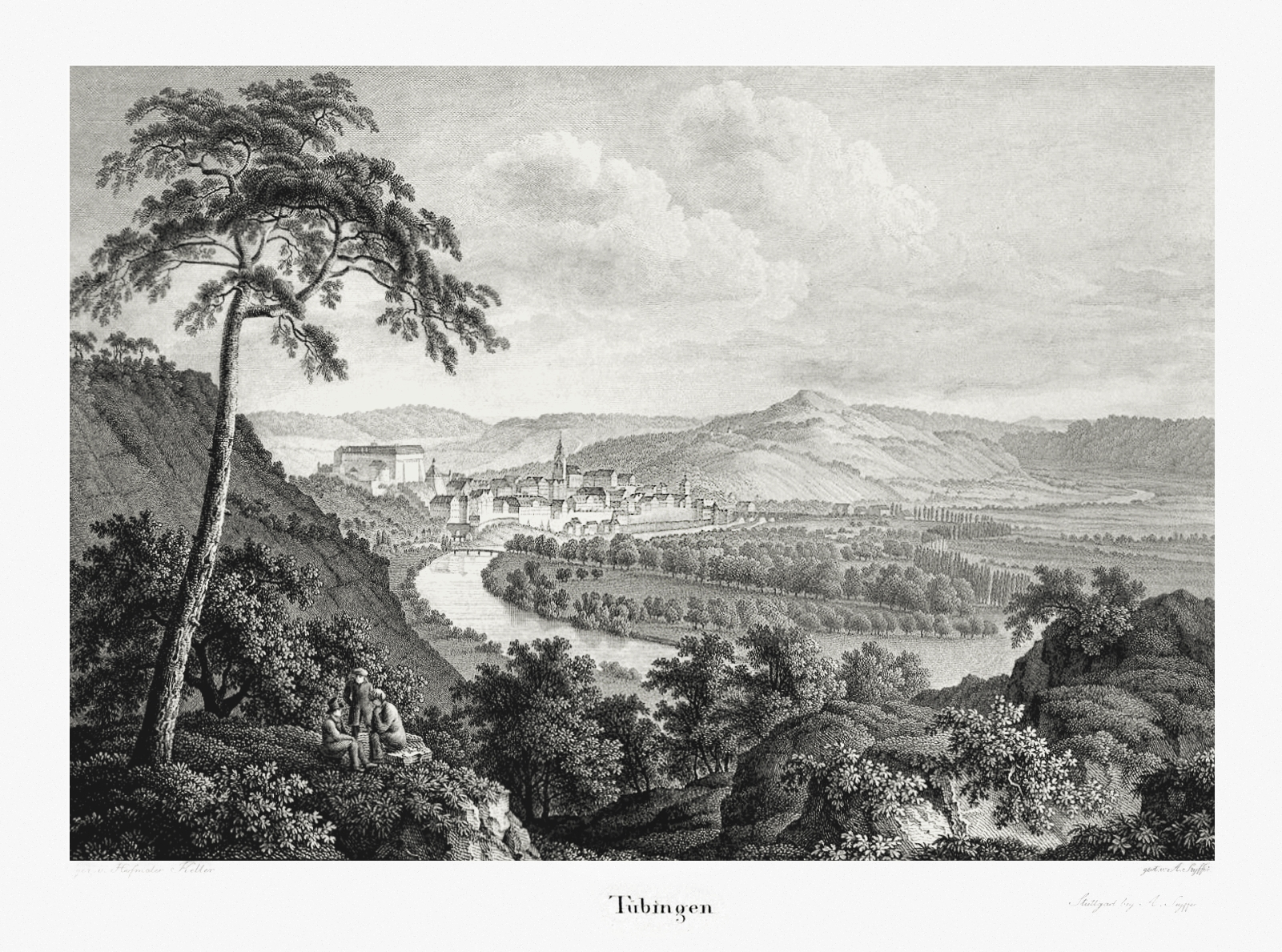
Tübingen von Westen (Kupferstich F. A. Seyfferts nach einer Zeichnung vom Hofmaler Keller)

## Leben
August Seyffer war ein Sohn des Oberamtmanns und Hofrats Johann Friedrich Seyffer und ein Bruder von Ernst Eberhard Seyffer. Er besuchte die Hohe Karlsschule und war ein Schüler Johann Gotthard Müllers am Stuttgarter Kupferstecherei-Institut, das auf Initiative Herzog Carl Eugens eingerichtet worden war. 1802 unternahm er eine Studienreise nach Wien und wurde bei Martin von Molitor ausgebildet. 
Ab etwa 1807 arbeitete er in Cannstatt und ab 1816 in Stuttgart. Unter anderem arbeitete er als Zeichner für die Ludwigsburger Porzellanmanufaktur. Er konzentrierte sich auf die Darstellung von Bauwerken und anderen Sehenswürdigkeiten, vor allem auch Höhlen in Württemberg und gab ab 1820 die Schriftenreihe Gegenden aus Württemberg heraus. Im Jahr 1822 wurde er Inspektor des königlichen Kupferstichkabinetts; zeitweise lehrte er auch Kupferstecherei in Stuttgart.
Seyffer starb 1845 in Stuttgart und wurde auf dem dortigen Fangelsbachfriedhof beigesetzt.

## Werke (Auswahl)

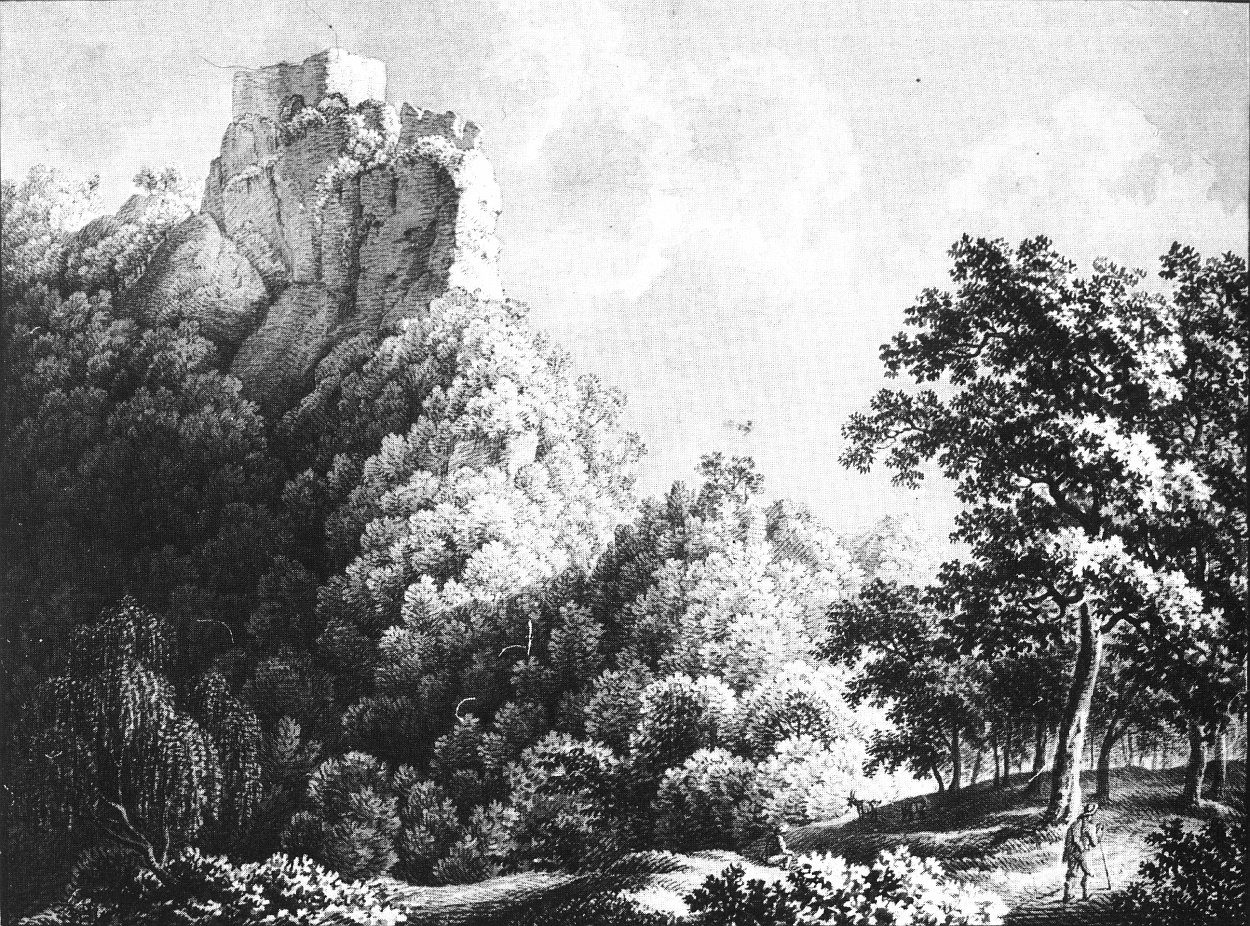
Der Rauber (Diepoldsburg)

- um 1807–16 Das Schloß in Kirchheim unter Teck (Aquarell mit Tuschfederzeichnung; verso bezeichnet „Aufgenommen & gemalt vom Maler & Kupferstecher A. Seyffer in Canstadt“)[7]
- 1813 Marbach. Geburtsstadt von Friedrich Schiller und Tobias Mayer (kolorierter Kupferstich)[8]
- um 1813 Ansicht des Stammschlosses Württemberg (Kupferstich)[9]
- um 1814 Der Rauber (Pinselzeichnung)
- um 1815 Bruderhöhle bei Hirsau (Sepia-Aquarell)[10]
- Burg Schelklingen den 22. April 1818 von Osten (Bleistiftzeichnung)